# روبرت بسل
روبرت بسل (بالألمانية: Robert Pecl)‏ (مواليد 15 نوفمبر 1965) هو لاعب كرة قدم. يلعب مع منتخب النمسا لكرة القدم. سبق له أن لعب في كأس العالم لكرة القدم مع منتخب بلاده.

## مسيرته الكروية
لعب روبرت بسل خلال مسيرته الاحترافية مع نادِ واحدٍ في تسعة مواسم وسجل خلالها 15 هدفًا ضمن 189 مباراة. حيث فاز في موسمين بالكأس وفي موسمين بالدوري.
خاض روبرت بسل مسيرته مع نادي رابيد فيينا في موسم 1986–87 ليلعب معه تسعة مواسم، مشاركًا في 189 مباراة سجل خلالها 15 هدفًا.

## روابط خارجية
- روبرت بسل على موقع الاتحاد الدولي (مؤرشف)  (الإنجليزية)
- روبرت بسل على موقع قاعدة بيانات كرة القدم.إي يو (الإنجليزية)
- روبرت بسل على موقع ناشيونال فوتبول تيمز (الإنجليزية)